# Cuarenta Casas
Cuarenta Casas es un sitio arqueológico ubicado en el pueblo El Vallecito, a 45 kilómetros al norte del municipio de Madera en la Sierra Madre Occidental, y a 336 kilómetros al noroeste de la capital del estado de Chihuahua. En esa zona se encuentran varias cuevas con construcciones en su interior, de ellas la más conocida es la Cueva de las Ventanas. Las Cuarenta Casas recibieron ese nombre porque se pensó que había cuarenta casas, el nombre se ha respetado.
Se piensa uno de los propósitos de la fundación de Cuarenta Casas fue para proteger rutas comerciales de Paquimé, y que este centro cultural regional debió tener dificultades con las rutas comerciales, por lo que fue necesario protegerla de vecinos hostiles.

## La Zona
Hay cinco sitios arqueológicos de la cultura Paquimé, en esta zona, a partir del Municipio de Madera.

### Conjunto Huápoca
Se encuentra a 36 kilómetros al oeste de Madera, por terracería. Las cuevas del Conjunto Huápoca consisten en Cueva de la Serpiente y Nido del águila. Son consideradas las más impresionante en acantilado. Conserva estructuras íntegras. Tiene magníficas vistas del cañón de Huapoca.

#### Cueva de la Serpiente
Tiene 14 viviendas de adobe de más de mil años de antigüedad.

#### Nido del águila
Solo tiene una vivienda, en el borde de un acantilado, bajo un saliente rocoso, motivo de su nombre.

### Cueva Grande
Se encuentra a 66 kilómetros al oeste de Madera, por terracería. Cueva Grande se esconde en los pliegues de la tierra y está oculta por ramas de árboles.
La boca de la cueva es tiene una cascada que cae desde la cima de la cueva a una alberca y fluye río abajo. Hay dos viviendas de 800 años de antigüedad, de dos pisos que proporcionan buenos ejemplos de las técnicas de construcción de la época. También hay una zona de almacenamiento de grano redondo detrás de la estructura más cercana a la boca de la cueva.

### La Ranchería
Complejo de cuevas, 50 kilómetros al sur de Madera. Tiene ruinas en una extensa área en la base del cañón de Sirupa.

### Cueva del Puente
45 kilómetros al norte de Madera

### Cueva de Las Ventanas
A comienzos del siglo XVI, el explorador Alvar Núñez Cabeza escribió, "… y por el lado de la montaña, hemos forjado nuestro camino hacia el interior más que 50 leguas y allí encontró que cuarenta casas…" No es seguro si hubo realmente cuarenta casas ya que hay menos actualmente. Se pueden ver a través del abismo desde la cabaña de visitas y no son accesibles al público a excepción de la Cueva de las Ventanas que tiene algunas viviendas de adobe de estilo de Paquimé 1000 años de antigüedad.

## Historia del Sitio

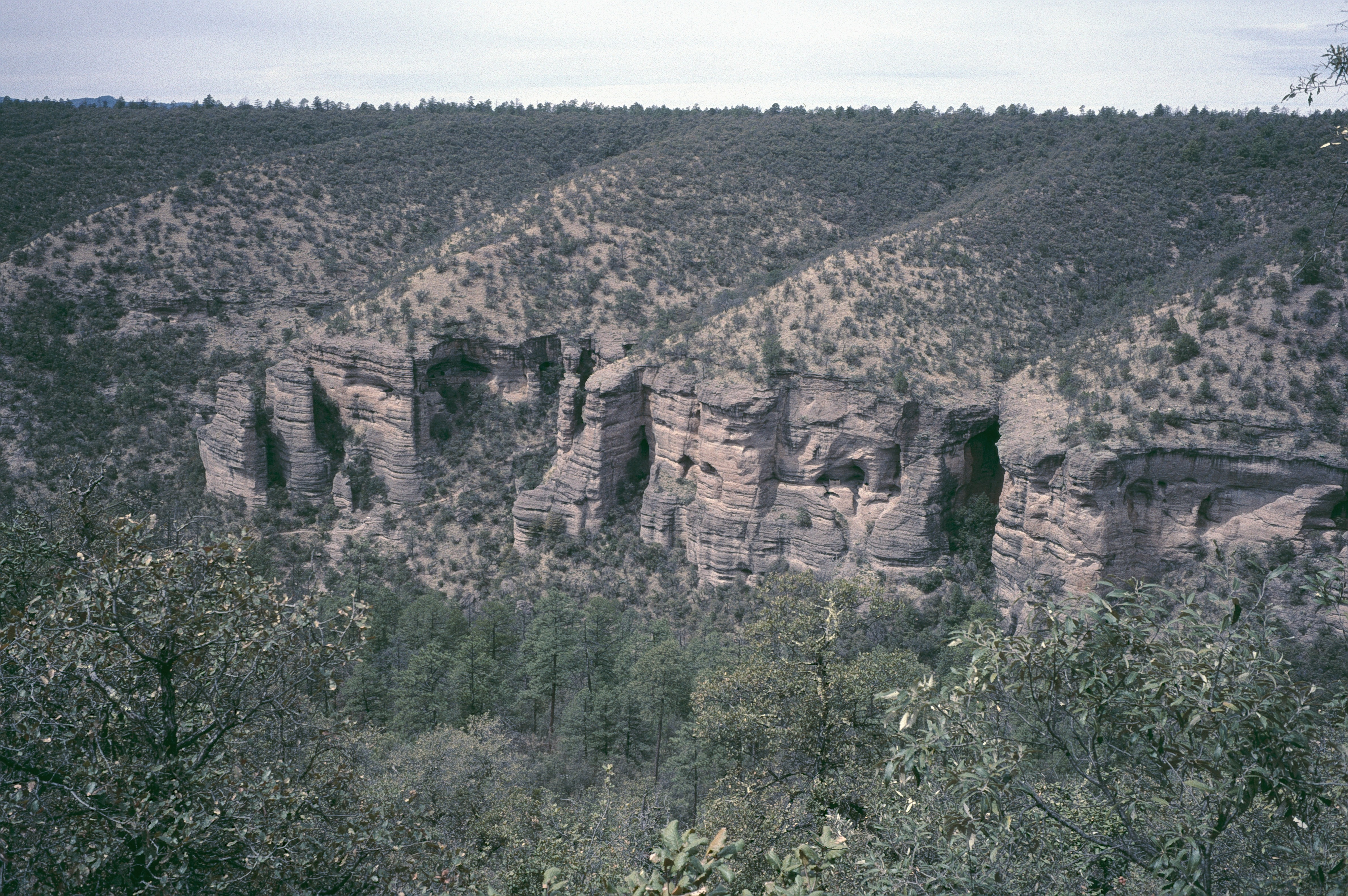
Muro de roca del cañón, la zona habitacional de Cueva de las Ventanas se ubica a la izquierda del centro sobre el cono cubierto con deshechos.

Es muy probable que grupos de cazadores recolectores habitando áreas de la Sierra Madre Occidental, construyeran las primeras estructuras del asentamiento de La Cueva de las Ventanas. Cuando estos grupos se hicieron sedentarios (técnicas agrícolas) dieron origen a la cultura de Paquimé, en Casas Grandes, Chihuahua.
La construcción de Las Cuarenta Casas ocurrió durante la época de mayor esplendor de Paquimé (1205 a 1260 d. C.), época que corresponde al período tardío de la cultura Paquimé. De esa época datan las construcciones; en ese tiempo la zona de Cuarenta Casas fue utilizada como punto de reunión para los comerciantes nativos del grupo Paquimé que se comunicaban con las costas del Océano Pacífico y el Golfo de California.
Se dice que el asentamiento de las Cuarenta Casas fue establecido para proteger las rutas comerciales de Paquimé. Se piensa que Paquimé, centro de la cultura regional debió de enfrentar muchos problemas para mantener sus rutas comerciales abiertas por lo que se miró obligada a crear asentamientos a lo largo para vigilar a los vecinos hostiles.
A partir de 1520, las cuevas aún estaban habitadas por un grupo nativo, se pudo recabar información acerca de su forma de vida, los aborígenes se autonombraban Jovas, y con ese nombre se referían a un grupo o familia más amplio. Esa etnia se considera en la actualidad extinta.
La ocupación más tardía de Las Cuarenta Casas ocurrió durante el apogeo de Paquimé (1205 a 1260 después de Cristo), época que corresponde al período tardío de la cultura Paquimé fase que lleva el mismo nombre.
De esa época datan las construcciones; en ese tiempo la zona de Cuarenta Casas fue utilizada como punto de reunión para los comerciantes nativos del grupo Paquimé que se comunicaban con las costas del Océano Pacífico y el Golfo de California, y a otros centros culturales hacia el norte, como Mesa Verde en Colorado y el cañón del Chaco en Nuevo México. Las rutas hacia el Pacífico seguido de Río Piedras Verdes al sur y conectado con los ríos que fluyen hacia el Pacífico por medio de pequeños arroyos y cañones. Entre estos se encuentra el cañón de Huapoca en las Barrancas del Cobre, al oeste de la ciudad de Madera. El cañón de Huapoca no está entre la más profunda de la Sierra Tarahumara, pero posee el interés más arqueológico.
Se ignoran las razones por las que el asentamiento decayó, para el año 1340 d. C. Cuarenta Casas había dejado de existir, se piensa que fue tomado y destruido por sus enemigos. A la caída de Paquimé como centro social y cultural las rutas comerciales llegaron a su fin, quienes custodiaban las rutas abandonaron su misión y muchos asentamientos a lo largo de la ruta cayeron en el abandono. Después de ello, los pobladores se retiraron en busca de una forma de vida más sencilla, en ocasiones las cuevas de Cuarenta Casas volvieron a ser ocupadas con fines ceremoniales.

## El Sitio

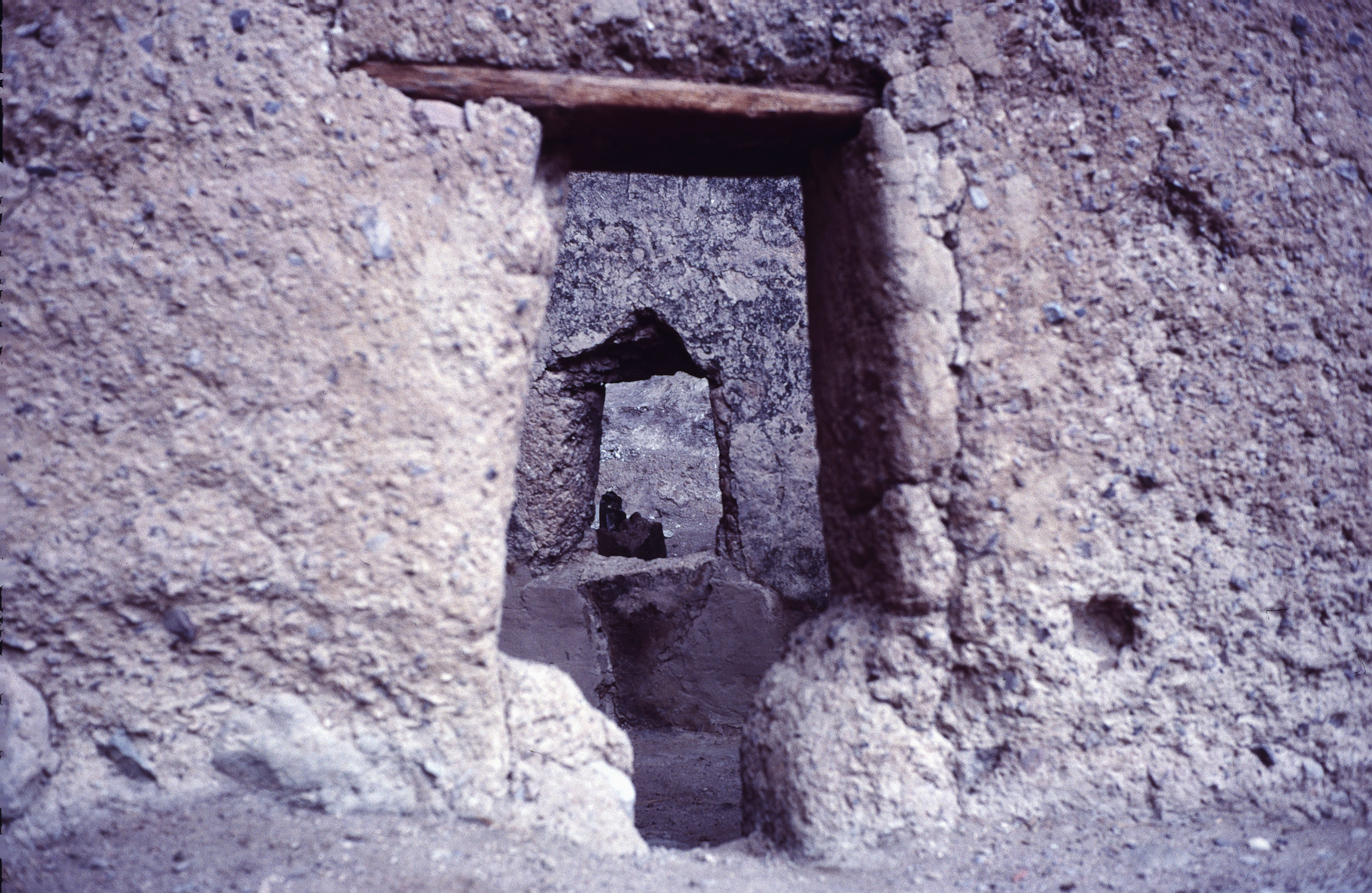
Puerta Típica de Forma T

De todos los sitios arqueológicos de la zona solamente La Cueva de las Ventanas ha sido parcialmente restaurada. Es un sitio construido con fuertes muros de adobe fundido, sobre estos muros se hicieron los accesos o puertas tipo "T", características de la región y su arquitectura prehispánica. Es un complejo escalonado con recintos distribuidos para aprovechar el espacio disponible en la cueva.

## Cueva de las Ventanas

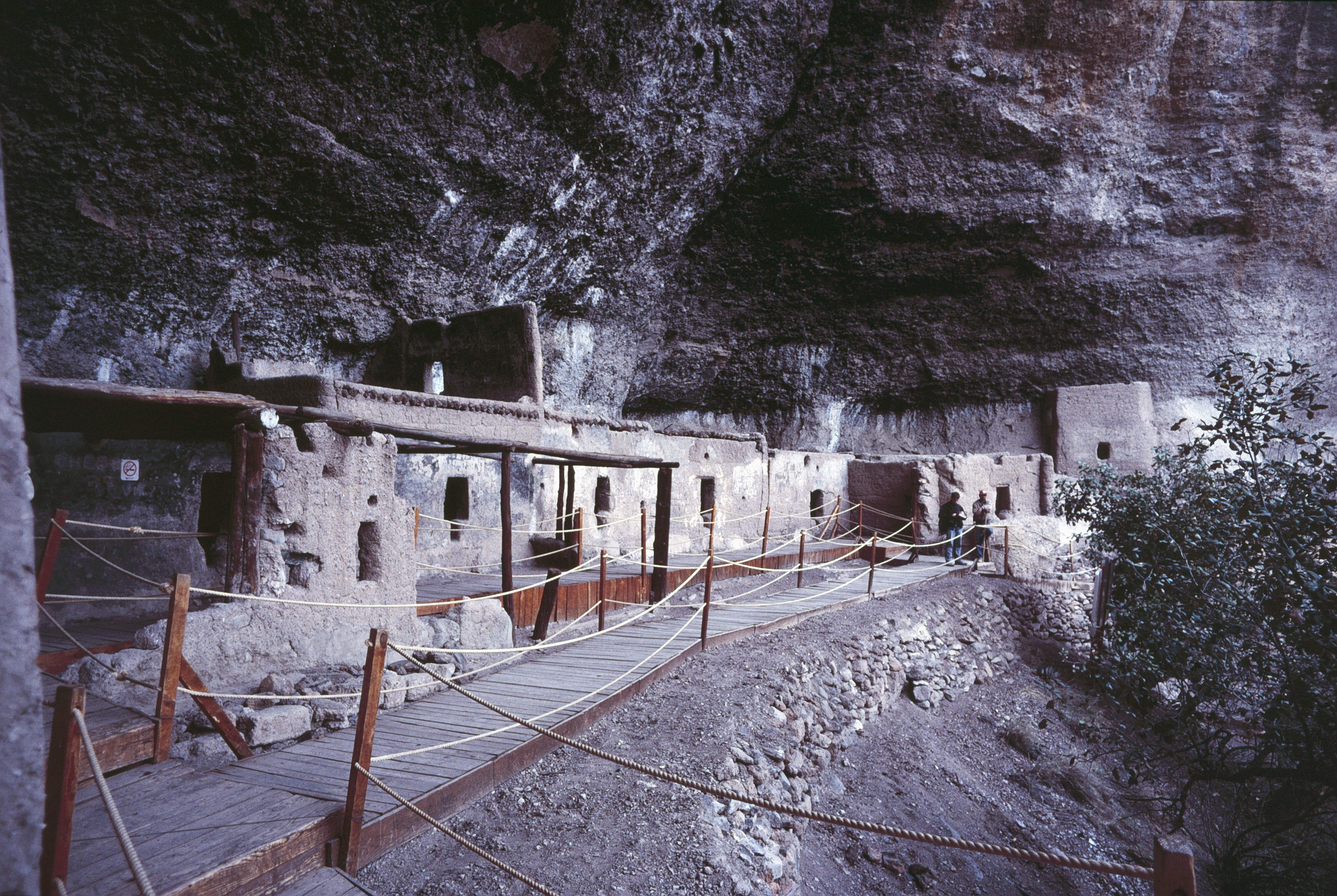
Edificio grande en Cueva de las Ventanas el Cuarto 5 al fondo.

Casi todos los recintos tenían fuertes pisos de estuco bien acabados.

### Recinto 1
Está casi totalmente destruido y debió quedar hacia el lado del talud de la cueva.

### Recinto 2
Tenía un puesto de vigilancia arriba, con muchas aberturas. Se encontró un drenaje y un urinario, únicos del sitio. Probablemente eran usados por seguridad y protección contra el frío del invierno.

### Recinto 3
De grandes dimensiones, probablemente aquí se hacían la mayoría de las actividades domésticas. Tiene una banqueta tallada en la roca madre, probablemente usada con fines ceremoniales, como hacían en las kivas, casas usadas por nativos que habitaban el suroeste de Estados Unidos. Este sitio tiene similitudes con los sitios de aquella región.
El recinto está parcialmente techado (vigas de madera de pino) y tiene vestigios de ventanas. Se encontraron restos de una puerta de tamaño normal, otras tienen un metro de altura.

### Recinto 4
Casi destruido, no tiene techo, los muros indican que fue de mayor tamaño que los del fondo, probablemente funciones similares al Recinto 3.

### Recinto 5
Tiene forma irregular, fue construido sobre una roca. Se piensa que albergaba un granero de forma casi ovoide, cubierto con una tapa de hierbas tejidas. Su altura total fue aproximadamente dos metros, solo existen restos de sus muros; los cuales fueron construidos de adobe, reforzados con fibras vegetales trenzados y con estuco de arcilla. Este tipo de granero se encuentra en otros sitios de la Sierra Madre Occidental.

### Recinto 6
Los siguientes recintos fueron construidos al fondo de la cueva, empotrados en la pared rocosa, probablemente fueron habitaciones.
El Recinto 6 está del lado sur, aún tiene techo de vigas de pino en buenas condiciones. Por encontrarse adyacente a los recintos 3 y 7 es muy oscuro y frío.

### Recintos 7 y 8
El 7 es semejante al anterior, no conserva resto alguno que lo distinga.
El 8 no tiene techo y tiene acceso privado a un pequeño hoyo que sirvió como patio interior. Es probable que aquí hacían talla de flechas, se encontraron piezas Líticas usadas para alisar las varas usadas para hacer flechas.

### Recintos 9 y 10
Se encuentran deteriorados, el 10 probablemente fue reforzado por sus últimos habitantes. Hay vestigios de pequeños hornos y escalones de tierra como acceso a los recintos al frente.

### Recinto 11
Igual a los anteriores, algún visitante antiguo, de una cultura semejante lo visitaron, pintaron en las paredes figuras estilizadas zoomorfos; representando una ave alargada, se aprecia un pico.

### Recinto 12
En este recinto se detectó la tumba de un individuo, posiblemente un gobernante, colocado entre el muro y la roca madre. Tenía una pequeña ofrenda de maíz, una vasija y una bolsa de cuero con Pinole, costumbre mesoamericana. También se encontró una cuenta de piedra semipreciosa. El entierro estaba envuelto en un Petate mortuorio similar a los representados en antiguos códices prehispánicos.

### Recintos 13 y 14
El 13 deteriorado y de grandes dimensiones.
El 14 está aislado, se construyó sobre la roca, por sus dimensiones pequeñas probablemente fue usado para dormir, o tal vez para aislar temporalmente a jovencitas durante su primer menstruación. Esta costumbre es practicada por grupos indígenas del área, incluso se registra hasta épocas más recientes.
Desde este recinto se puede observar los pisos de los recintos de la planta alta, aunque deteriorados. También se pueden ver formas modeladas con arcilla al centro de cada piso; de forma rectangular y de escasa altura, probablemente hornos.